# Plebejus transalbicans
Plebejus transalbicans är en fjärilsart som beskrevs av Tutt 1910/14. Plebejus transalbicans ingår i släktet Plebejus och familjen juvelvingar. Inga underarter finns listade i Catalogue of Life.